# Anthophora suworzevi
Anthophora suworzevi là một loài Hymenoptera trong họ Apidae. Loài này được Morawitz mô tả khoa học năm 1888.